# N502 (België)
De N502 is een gewestweg in België tussen Doornik (R52/N507) en Bruyelle (N507). De weg heeft een lengte van ongeveer 6,5 kilometer.
De gehele weg heeft twee rijstroken in beide rijrichtingen samen. De weg ligt in zijn geheel parallel aan de rivier Schelde.

## Plaatsen langs N502
- Doornik
- Calonne
- Antoing
- Bruyelle